# Barkell
Barkell är en sjö i Antarktis. Den ligger i Östantarktis. Australien gör anspråk på området. Barkell ligger 61 meter över havet.